# Japan Football League 2004
Die Japan Football League 2004 war die sechste Spielzeit der japanischen Japan Football League. An ihr nahmen sechzehn Vereine teil. Die Saison begann am 28. März und endete am 5. Dezember 2004.
Ōtsuka Pharmaceutical SC konnte seinen Vorjahrestitel erfolgreich verteidigen. Erstmals seit der Saison 2000 erfüllten wieder Mannschaften die Anforderungen für eine J.-League-Zulassung; neben Meister Ōtsuka Pharmaceutical stieg Vorjahresaufsteiger Thespa Kusatsu in die J. League Division 2 2005 auf. Dadurch gab es auch keine sportlichen Absteiger, allerdings wurde Kokushikan University FC einen Spieltag vor Ende nach einem Unsittlichkeits-Skandal, der den Großteil der Spieler betraf, von der weiteren Teilnahme ausgeschlossen.

## Modus
Die Vereine trugen ein einfaches Doppelrundenturnier aus. Für einen Sieg gab es drei Punkte; bei einem Unentschieden erhielt jede Mannschaft einen Zähler. Die Tabelle einer jeden Halbserie wurde also nach den folgenden Kriterien erstellt:
1. Anzahl der erzielten Punkte
2. Tordifferenz
3. Erzielte Tore
4. Ergebnisse der Spiele untereinander
5. Entscheidungsspiel oder Münzwurf

Für den Aufstieg in die J. League Division 2 2005 kamen nur Vereine in Frage, die sportliche und wirtschaftliche Kriterien erfüllten und einer finalen Überprüfung durch die J. League standhielten. Die beiden schlechtesten Mannschaften der Tabelle sollten ursprünglich in je zwei Relegationsspielen gegen die beiden Sieger der Regionalliga-Finalrunde spielen, wobei der Sechzehnte dem Meister und der Fünfzehnte dem Zweitplatzierten gegenüberstehen sollte. Durch den Aufstieg von gleich zwei Vereinen am Saisonende entfiel diese jedoch.

## Teilnehmer
Insgesamt nahmen sechzehn Mannschaften an der Saison teil. Nicht mehr dabei war der Tabellenletzte der Vorsaison, FC Kyōto 1993, der beide Relegationsspiele gegen Gunma FC Horikoshi, Zweiter der Regionalliga-Finalrunde, verlor und in die Kansai-Regionalliga abstieg. Darüber hinaus schied Jatco FC aus finanziellen Gründen freiwillig aus der Japan Football League aus, die Mannschaft stellte ihren Spielbetrieb komplett ein.
Neben Gunma FC Horikoshi als Sieger der Relegationsspiele stieg außerdem der Regionalliga-Finalrunden-Meister und Präfekturrivale Thespa Kusatsu direkt auf. Beide in der Präfektur Gunma beheimateten Vereine spielten in der Vorsaison in der Kantō-Regionalliga.
Auch vor dieser Saison benannte sich ein Verein um. Nach einer Fusion seines Trägerbetriebs erweiterte YKK SC seinen Namen zu YKK AP SC.
| Verein                   | Stadt/Region         | Bemerkungen                                        |
| ------------------------ | -------------------- | -------------------------------------------------- |
| ALO's Hokuriku           | Toyama, Toyama       |                                                    |
| DENSO FC                 | Kariya, Aichi        |                                                    |
| Ehime FC                 | Matsuyama, Ehime     |                                                    |
| Gunma FC Horikoshi       | Takasaki, Gunma      | Zweitplatzierter der Regionalligen-Finalrunde 2003 |
| Honda FC                 | Hamamatsu, Shizuoka  |                                                    |
| Kokushikan University SC | Machida, Tokio       |                                                    |
| Ōtsuka Pharmaceutical SC | Tokushima, Tokushima |                                                    |
| Sagawa Express Ōsaka SC  | Osaka, Osaka         |                                                    |
| Sagawa Express Tōkyō SC  | Tokio                |                                                    |
| Sagawa Printing SC       | Mukō, Kyōto          |                                                    |
| Sony Sendai FC           | Tagajō, Miyagi       |                                                    |
| Thespa Kusatsu           | Maebashi, Gunma      | Gewinner der Regionalligen-Finalrunde 2003         |
| Tochigi SC               | Utsunomiya, Tochigi  |                                                    |
| SC Tottori               | Yonago, Tottori      |                                                    |
| YKK AP SC                | Kurobe, Toyama       |                                                    |
| Yokogawa Musashino FC    | Musashino, Tokio     |                                                    |

## Statistik

### Tabelle
| Pl.                    | Verein                   | Sp. | S  | U | N  | Tore    | Diff. | Punkte |
| ---------------------- | ------------------------ | --- | -- | - | -- | ------- | ----- | ------ |
| 1.                     | Ōtsuka Pharmaceutical SC | 30  | 25 | 3 | 2  | 074:200 | +54   | 78     |
| 2.                     | Honda FC                 | 30  | 19 | 5 | 6  | 064:360 | +28   | 62     |
| 3.                     | Thespa Kusatsu (N)       | 30  | 19 | 5 | 6  | 063:350 | +28   | 62     |
| 4.                     | YKK AP SC                | 30  | 15 | 5 | 10 | 056:330 | +23   | 50     |
| 5.                     | Ehime FC                 | 30  | 14 | 7 | 9  | 053:420 | +11   | 49     |
| 6.                     | Sony Sendai FC           | 30  | 13 | 8 | 9  | 050:420 | +8    | 47     |
| 7.                     | Sagawa Express Tōkyō SC  | 30  | 13 | 5 | 12 | 043:390 | +4    | 44     |
| 8.                     | Gunma FC Horikoshi (N)   | 30  | 11 | 8 | 11 | 048:470 | +1    | 41     |
| 9.                     | Tochigi SC               | 30  | 11 | 7 | 12 | 041:470 | −6    | 40     |
| 10.                    | ALO's Hokuriku           | 30  | 10 | 7 | 13 | 046:520 | −6    | 37     |
| 11.                    | Sagawa Express Ōsaka SC  | 30  | 9  | 8 | 13 | 038:400 | −2    | 35     |
| 12.                    | Sagawa Printing SC       | 30  | 10 | 4 | 16 | 030:450 | −15   | 34     |
| 13.                    | Yokogawa Musashino FC    | 30  | 8  | 8 | 14 | 041:510 | −10   | 32     |
| 14.                    | SC Tottori               | 30  | 5  | 7 | 18 | 036:620 | −26   | 22     |
| 15.                    | Kokushikan University SC | 30  | 5  | 5 | 20 | 037:730 | −36   | 20     |
| 16.                    | DENSO SC                 | 30  | 4  | 6 | 20 | 029:850 | −56   | 18     |
| Stand: Ende der Saison |                          |     |    |   |    |         |       |        |

| (N) | Aufsteiger aus der Regionalliga 2003: Thespa Kusatsu, Gunma FC Horikoshi |